# Dutton (Montana)
Pour les articles homonymes, voir Dutton.
Dutton est une municipalité américaine située dans le comté de Teton au Montana. Selon le recensement de 2010, sa population est de 316 habitants. La municipalité s'étend sur 0,31 milles carrés (0,8 km2).
Une gare du Great Northern Railway est créée au nom de Charles E. Dutton, un agent du chemin de fer à Helena. En 1909, les frères George et Sam Sollid y achètent des terres et fondent une ville, qui devient la municipalité de Dutton l'année suivante.